# Felice Giardini

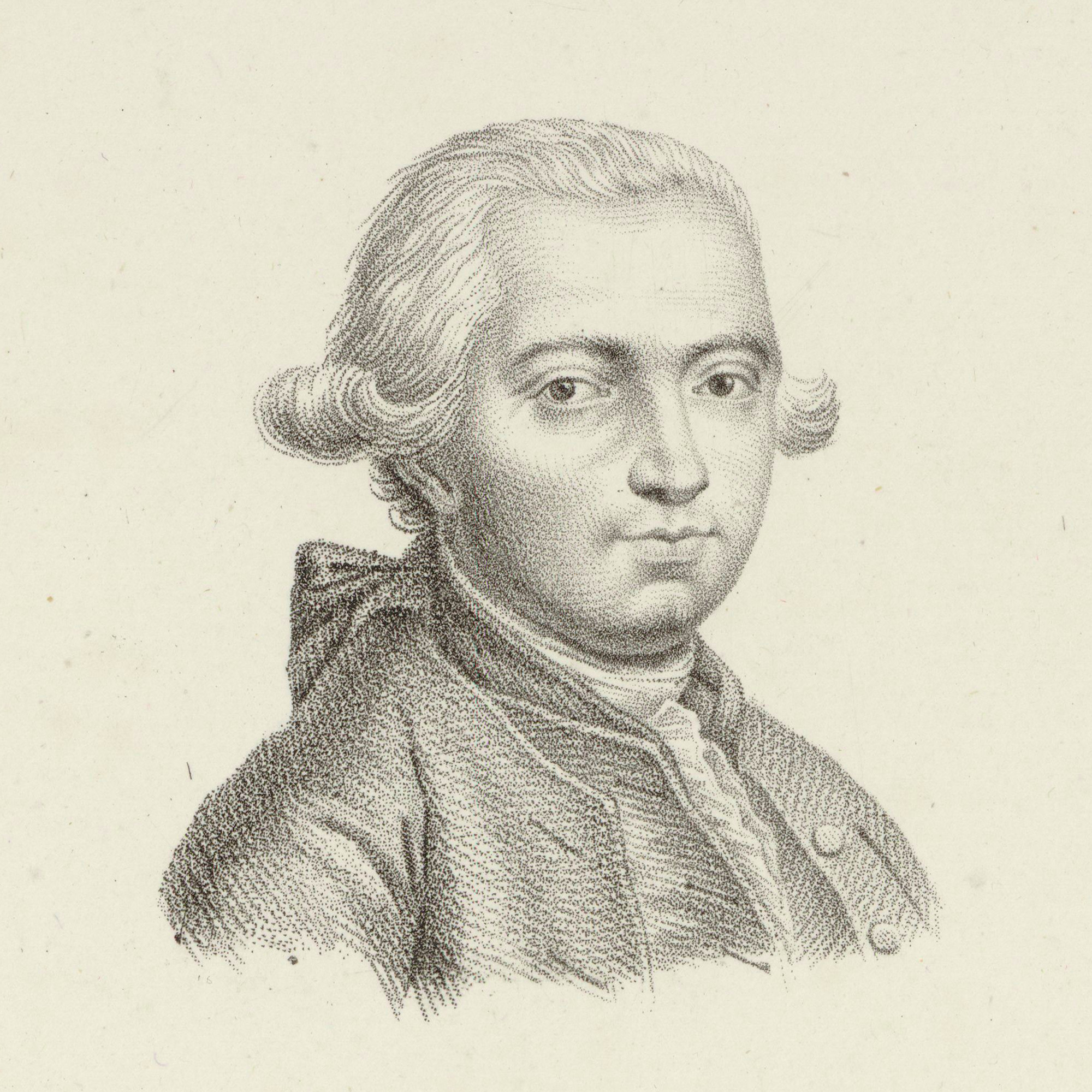
Felice Giardini

Felice (de) Giardini (Turijn, 12 april 1716 - Moskou, 18 juni 1796) was een Italiaans componist, violist en dirigent van opera's.

## Levensloop
Giardini was aanvankelijk koorknaap aan de Dom van Milaan. Hij studeerde bij de violist Giovanni Lorenzo Somis in Turijn. Vanaf circa 1730 speelde hij in diverse operaorkesten in Rome en Napels. In 1748 reisde Giardini door Duitsland en vestigde zich in Londen in 1750. Tijdens zijn 4-jarige werk als muzikaal leider van het Italiaanse Operatheater in Londen ontstonden zijn drie eigen opera's, die binnen een tijdspanne van 15 jaar alle zijn uitgevoerd. Giardini kwam ook in dienst bij de hertog van Gloucester, die een fervent muziekliefhebber was. Samen met Giardini's collegae Johann Christian Bach, Karl Friedrich Abel en Johann Christian Fischer (1733–1800) was hij een der vroege componisten die de 'galante stijl' in Engeland introduceerde. In 1796 trok hij naar Moskou, waar hij kort na aankomst overleed.

## Composites

### Vocale werken
- Rosmira, Opera seria, 1757, Londen
- Enea e Lavinia, Opera seria, 1764, Londen
- Il re pastore, Opera seria, 1765, Londen
- Ruth, Oratorium, 1763

### Instrumentale werken
- 6 Triosonates op.1 (1750)
- 6 Vioolduetten op.2
- 6 Vioolduetten op.3
- 12 Vioolsonates (1755 Londen), opgedragen aan de toenmalige hertog von Lüneburg-Braunschweig
- 6 Vioolsonates op.4 (1765)
- 6 Vioolsonates op. 5 (1758)
- 6 Pianokwintetten op. 11
- Sonates op.13
- 6 Strijktrio's (Viool, altviool, cello) op. 17
- 6 Sonates op. 18
- 7 Strijktrio's op.20
- Hobokwartet op.25
- 6 Strijktrio's op. 26
- 6 Triosonates op. 28 (1790)
- 6 Strijkkwartetten
- 12 Vioolconcerten
- Concert voor fluit, viool en harp
- Pianowerken
- 2 Strijktrio's op. posth.